# Plessisville (socken)
Plessisville var till 2023 en kommun med status som socken (paroisse) i Kanada. Den låg i regionen Centre-du-Québec och provinsen Québec, i den sydöstra delen av landet, 300 km öster om huvudstaden Ottawa. Den omslöt helt en till ytan mindre kommun med samma namn, men med status som stad (ville), och uppgick 2024 i denna.